# Danh sách cầu thủ tham dự Cúp bóng đá châu Phi 2002
Đội hình Cúp bóng đá châu Phi 2002 như sau:

## Bảng A

### Nigeria
Huấn luyện viên:  Shaibu Amodu
| Số | Vt | Cầu thủ             | Ngày sinh (tuổi)            | Số trận | Câu lạc bộ            |
| -- | -- | ------------------- | --------------------------- | ------- | --------------------- |
| 1  | TM | Ike Shorunmu        | 16 tháng 10, 1967 (34 tuổi) |         | Cầu thủ tự do         |
| 2  | HV | Joseph Yobo         | 6 tháng 9, 1980 (21 tuổi)   |         | Marseille             |
| 3  | HV | Celestine Babayaro  | 29 tháng 8, 1978 (23 tuổi)  |         | Chelsea               |
| 4  | TĐ | Nwankwo Kanu        | 1 tháng 8, 1976 (25 tuổi)   |         | Arsenal               |
| 5  | HV | Isaac Okoronkwo     | 1 tháng 5, 1978 (23 tuổi)   |         | Shakhtar Donetsk      |
| 6  | HV | Taribo West         | 26 tháng 3, 1974 (27 tuổi)  |         | 1. FC Kaiserslautern  |
| 7  | TĐ | George Finidi       | 15 tháng 4, 1971 (30 tuổi)  |         | Ipswich Town          |
| 8  | TĐ | Yakubu              | 22 tháng 11, 1982 (19 tuổi) |         | Maccabi Haifa         |
| 9  | TĐ | Victor Agali        | 12 tháng 12, 1978 (23 tuổi) |         | Schalke 04            |
| 10 | TV | Jay-Jay Okocha      | 14 tháng 8, 1973 (28 tuổi)  |         | Paris Saint-Germain   |
| 11 | TV | Garba Lawal         | 22 tháng 5, 1974 (27 tuổi)  |         | Roda JC               |
| 12 | TM | Ndubuisi Egbo       | 25 tháng 7, 1973 (28 tuổi)  |         | Moroka Swallows       |
| 13 | TĐ | Tijani Babangida    | 25 tháng 9, 1973 (28 tuổi)  |         | Vitesse               |
| 14 | HV | Ifeanyi Udeze       | 21 tháng 7, 1980 (21 tuổi)  |         | PAOK                  |
| 15 | TV | Sunday Oliseh       | 14 tháng 4, 1974 (27 tuổi)  |         | Borussia Dortmund     |
| 16 | TV | Wilson Oruma        | 30 tháng 12, 1976 (25 tuổi) |         | Servette              |
| 17 | TĐ | Julius Aghahowa     | 12 tháng 2, 1982 (19 tuổi)  |         | Shakhtar Donetsk      |
| 18 | TV | Pascal Ojigwe       | 11 tháng 12, 1976 (25 tuổi) |         | Bayer Leverkusen      |
| 19 | HV | Eric Ejiofor        | 21 tháng 7, 1979 (22 tuổi)  |         | Enyimba International |
| 20 | TĐ | Victor Ikpeba Nosa  | 12 tháng 6, 1973 (28 tuổi)  |         | Real Betis            |
| 21 | TV | Justice Christopher | 24 tháng 12, 1981 (20 tuổi) |         | Royal Antwerp         |
| 22 | TM | Murphy Akanji       | 1 tháng 12, 1977 (24 tuổi)  |         | Sliema Wanderers      |

### Mali
Huấn luyện viên:  Henryk Kasperczak
| Số | Vt | Cầu thủ            | Ngày sinh (tuổi)            | Số trận | Câu lạc bộ       |
| -- | -- | ------------------ | --------------------------- | ------- | ---------------- |
| 1  | TM | Mahamadou Sidibé   | 8 tháng 8, 1978 (23 tuổi)   |         | Athinaikos       |
| 2  | TĐ | Daouda Diakité     | 20 tháng 3, 1973 (28 tuổi)  |         | Club Olympique   |
| 3  | HV | Samba Diawara      | 15 tháng 3, 1978 (23 tuổi)  |         | Istres           |
| 4  | HV | Adama Coulibaly    | 9 tháng 10, 1980 (21 tuổi)  |         | Lens             |
| 5  | HV | Fousseni Diawara   | 20 tháng 8, 1980 (21 tuổi)  |         | Saint-Étienne    |
| 6  | TV | Mahamadou Diarra   | 18 tháng 5, 1981 (20 tuổi)  |         | Vitesse          |
| 7  | TĐ | Cheick Oumar Dabo  | 12 tháng 1, 1981 (21 tuổi)  |         | Gençlerbirliği   |
| 8  | TV | Bassala Touré      | 21 tháng 2, 1976 (25 tuổi)  |         | Athinaikos       |
| 9  | TĐ | Mamadou Bagayoko   | 21 tháng 5, 1979 (22 tuổi)  |         | Strasbourg       |
| 10 | TV | Soumaila Coulibaly | 15 tháng 4, 1978 (23 tuổi)  |         | SC Freiburg      |
| 11 | TV | Djibril Sidibé     | 23 tháng 3, 1982 (19 tuổi)  |         | Monaco           |
| 12 | TV | Seydou Keita       | 16 tháng 1, 1980 (22 tuổi)  |         | Lorient          |
| 13 | TM | Abdoulaye Camara   | 2 tháng 1, 1980 (22 tuổi)   |         | Castel di Sangro |
| 14 | TV | Vincent Doukantié  | 1 tháng 4, 1977 (24 tuổi)   |         | Strasbourg       |
| 15 | HV | Boubacar Diarra    | 15 tháng 7, 1979 (22 tuổi)  |         | SC Freiburg      |
| 16 | TM | Karamoko Kéïta     | 21 tháng 4, 1974 (27 tuổi)  |         | Harrow Borough   |
| 17 | TĐ | Dramane Coulibaly  | 18 tháng 3, 1979 (22 tuổi)  |         | Stade Lavallois  |
| 18 | TĐ | Mahamadou Dissa    | 18 tháng 5, 1979 (22 tuổi)  |         | Niort            |
| 19 | TV | Adama Diakité      | 4 tháng 7, 1978 (23 tuổi)   |         | Stade Malien     |
| 20 | HV | Aboubacar Haïdar   | 20 tháng 11, 1977 (24 tuổi) |         | Al-Ismaily       |
| 21 | TV | David Coulibaly    | 21 tháng 1, 1978 (23 tuổi)  |         | Châteauroux      |
| 22 | HV | Abdoulaye Diakité  | 13 tháng 1, 1977 (25 tuổi)  |         | Djoliba          |

### Liberia
Huấn luyện viên:  Dominic George Vava
| Số | Vt | Cầu thủ          | Ngày sinh (tuổi)            | Số trận | Câu lạc bộ                 |
| -- | -- | ---------------- | --------------------------- | ------- | -------------------------- |
| 1  | TM | Louis Crayton    | 26 tháng 10, 1977 (24 tuổi) |         | YF Juventus                |
| 2  | HV | Fallah Johnson   | 26 tháng 10, 1976 (25 tuổi) |         | LPRC Oilers                |
| 3  | TV | Edward Dixon     | 8 tháng 5, 1974 (27 tuổi)   |         | FA L'Île-Rousse Monticello |
| 4  | HV | Varmah Kpoto     | 28 tháng 1, 1978 (23 tuổi)  |         | Apollon Krya Vrysi         |
| 5  | HV | Dionysius Sebwe  | 26 tháng 10, 1976 (25 tuổi) |         | Minnesota Thunder          |
| 6  | TV | Kelvin Sebwe     | 4 tháng 4, 1972 (29 tuổi)   |         | Panachaiki                 |
| 7  | TĐ | Frank Seator     | 24 tháng 10, 1975 (26 tuổi) |         | Al Taawon                  |
| 8  | TV | Dulee Johnson    | 7 tháng 11, 1984 (17 tuổi)  |         | Häcken                     |
| 9  | TĐ | Zizi Roberts     | 1 tháng 7, 1979 (22 tuổi)   |         | Olympiacos                 |
| 10 | TĐ | James Debbah     | 14 tháng 12, 1969 (32 tuổi) |         | Al-Jazira                  |
| 11 | TV | Mass Sarr Jr     | 14 tháng 12, 1969 (32 tuổi) |         | No club                    |
| 12 | TV | Oliver Makor     | 9 tháng 10, 1973 (28 tuổi)  |         | Ionikos                    |
| 13 | TV | Alex Brown       | 16 tháng 4, 1978 (23 tuổi)  |         | Cầu thủ tự do              |
| 14 | TĐ | George Weah      | 1 tháng 10, 1966 (35 tuổi)  |         | Al-Jazira                  |
| 15 | TĐ | Prince Daye      | 11 tháng 4, 1978 (23 tuổi)  |         | Bastia                     |
| 16 | TM | Abraham Jackson  | 12 tháng 2, 1972 (29 tuổi)  |         | Feurs                      |
| 17 | HV | George Gebro     | 13 tháng 9, 1981 (20 tuổi)  |         | Panachaiki                 |
| 18 | TĐ | Josephus Yenay   | 5 tháng 9, 1975 (26 tuổi)   |         | Flumigel                   |
| 19 | TV | Johnny Menyongar | 26 tháng 6, 1979 (22 tuổi)  |         | Minnesota Thunder          |
| 20 | HV | Jimmy Dixon      | 10 tháng 10, 1981 (20 tuổi) |         | Häcken                     |
| 21 | HV | Thomas Kojo      | 22 tháng 5, 1972 (29 tuổi)  |         | Minnesota Thunder          |
| 22 | TM | Pewou Bestman    | 10 tháng 7, 1975 (26 tuổi)  |         | Kochin                     |

### Algérie
Huấn luyện viên:  Rabah Madjer
| Số | Vt | Cầu thủ                 | Ngày sinh (tuổi)            | Số trận | Câu lạc bộ      |
| -- | -- | ----------------------- | --------------------------- | ------- | --------------- |
| 1  | TM | Lounès Gaouaoui         | 28 tháng 9, 1977 (24 tuổi)  |         | JS Kabylie      |
| 2  | TV | Yacine Slatni           | 3 tháng 11, 1973 (28 tuổi)  |         | MC Alger        |
| 3  | HV | Moulay Haddou           | 14 tháng 6, 1975 (26 tuổi)  |         | MC Oran         |
| 4  | TV | Nasreddine Kraouche     | 27 tháng 8, 1979 (22 tuổi)  |         | K.A.A. Gent     |
| 5  | HV | Mounir Zeghdoud         | 18 tháng 1, 1970 (32 tuổi)  |         | USM Alger       |
| 6  | TV | Yazid Mansouri          | 25 tháng 2, 1978 (23 tuổi)  |         | Le Havre AC     |
| 7  | TV | Omar Belbey             | 7 tháng 10, 1973 (28 tuổi)  |         | Montpellier HSC |
| 8  | TV | Billel Dziri            | 21 tháng 1, 1972 (29 tuổi)  |         | USM Alger       |
| 9  | TĐ | Farid Ghazi             | 16 tháng 3, 1974 (27 tuổi)  |         | Baniyas SC      |
| 10 | TĐ | Abdelhafid Tasfaout (c) | 11 tháng 2, 1969 (32 tuổi)  |         | EA Guingamp     |
| 11 | TĐ | Kamel Kherkhache        | 21 tháng 3, 1973 (28 tuổi)  |         | USM Blida       |
| 12 | TM | Mohamed Samadi          | 7 tháng 7, 1976 (25 tuổi)   |         | USM Blida       |
| 13 | HV | Brahim Zafour           | 30 tháng 11, 1977 (24 tuổi) |         | JS Kabylie      |
| 14 | TĐ | Nassim Bounekdja        | 23 tháng 10, 1976 (25 tuổi) |         | CR Belouizdad   |
| 15 | TĐ | Nassim Akrour           | 10 tháng 7, 1974 (27 tuổi)  |         | FC Istres       |
| 16 | TV | Lounès Bendahmane       | 3 tháng 4, 1977 (24 tuổi)   |         | JS Kabylie      |
| 17 | HV | Slimane Rahou           | 20 tháng 10, 1975 (26 tuổi) |         | JS Kabylie      |
| 18 | TĐ | Rafik Saïfi             | 7 tháng 2, 1975 (26 tuổi)   |         | Troyes AC       |
| 19 | HV | Smail Diss              | 2 tháng 12, 1976 (25 tuổi)  |         | USM Blida       |
| 20 | TV | Mahieddine Meftah       | 25 tháng 9, 1968 (33 tuổi)  |         | USM Alger       |
| 21 | HV | Mohamed Bradja          | 16 tháng 11, 1969 (32 tuổi) |         | Troyes AC       |
| 22 | TM | Merouane Abdouni        | 27 tháng 3, 1981 (20 tuổi)  |         | USM El Harrach  |

## Bảng B

### Nam Phi
Huấn luyện viên:  Carlos Queiroz
| Số | Vt | Cầu thủ            | Ngày sinh (tuổi)            | Số trận | Câu lạc bộ         |
| -- | -- | ------------------ | --------------------------- | ------- | ------------------ |
| 1  | TM | Hans Vonk          | 30 tháng 1, 1970 (31 tuổi)  |         | Heerenveen         |
| 2  | HV | Mbulelo Mabizela   | 16 tháng 9, 1980 (21 tuổi)  |         | Orlando Pirates    |
| 3  | HV | Bradley Carnell    | 21 tháng 1, 1977 (24 tuổi)  |         | VfB Stuttgart      |
| 4  | HV | David Kannemeyer   | 8 tháng 7, 1977 (24 tuổi)   |         | Ajax Cape Town     |
| 5  | HV | Matthew Booth      | 14 tháng 3, 1977 (24 tuổi)  |         | Mamelodi Sundowns  |
| 6  | TV | McBeth Sibaya      | 25 tháng 11, 1977 (24 tuổi) |         | Jomo Cosmos        |
| 7  | TV | Quinton Fortune    | 21 tháng 5, 1977 (24 tuổi)  |         | Manchester United  |
| 8  | TV | Thabo Mngomeni     | 24 tháng 6, 1969 (32 tuổi)  |         | Orlando Pirates    |
| 9  | TĐ | Shaun Bartlett     | 31 tháng 10, 1972 (29 tuổi) |         | Charlton Athletic  |
| 10 | TV | Bennett Mnguni     | 18 tháng 3, 1974 (27 tuổi)  |         | Mamelodi Sundowns  |
| 11 | TĐ | Bradley August     | 24 tháng 9, 1978 (23 tuổi)  |         | Santos Cape Town   |
| 12 | TV | Dillon Sheppard    | 27 tháng 2, 1979 (22 tuổi)  |         | Ajax Cape Town     |
| 13 | HV | Pierre Issa        | 12 tháng 9, 1975 (26 tuổi)  |         | Watford            |
| 14 | TĐ | Siyabonga Nomvethe | 2 tháng 12, 1977 (24 tuổi)  |         | Udinese            |
| 15 | TV | Sibusiso Zuma      | 23 tháng 6, 1975 (26 tuổi)  |         | FC Copenhagen      |
| 16 | TM | Brian Baloyi       | 16 tháng 3, 1974 (27 tuổi)  |         | Kaiser Chiefs      |
| 17 | TĐ | Benni McCarthy     | 12 tháng 11, 1977 (24 tuổi) |         | Porto              |
| 18 | TV | Delron Buckley     | 7 tháng 12, 1977 (24 tuổi)  |         | VfL Bochum         |
| 19 | HV | Aaron Mokoena      | 25 tháng 11, 1980 (21 tuổi) |         | Germinal Beerschot |
| 20 | HV | Frank Schoeman     | 30 tháng 7, 1975 (26 tuổi)  |         | No club            |
| 21 | TV | Eric Tinkler       | 30 tháng 7, 1970 (31 tuổi)  |         | Barnsley FC        |
| 22 | TM | Andre Arendse      | 27 tháng 6, 1967 (34 tuổi)  |         | Santos Cape Town   |
| 23 | TM | Francois Brill     | 29 tháng 5, 1984 (17 tuổi)  |         | Durbanville FC     |

### Ghana
Huấn luyện viên: Fred Osam Duodu
| Số | Vt | Cầu thủ                 | Ngày sinh (tuổi)            | Số trận | Câu lạc bộ         |
| -- | -- | ----------------------- | --------------------------- | ------- | ------------------ |
| 1  | TM | James Nanor             | 12 tháng 8, 1979 (22 tuổi)  |         | Hearts of Oak      |
| 2  | TV | Hamza Mohammed          | 5 tháng 11, 1980 (21 tuổi)  |         | Real Tamale United |
| 3  | TV | Emmanuel Osei Kuffour   | 3 tháng 9, 1976 (25 tuổi)   |         | Hearts of Oak      |
| 4  | HV | Samuel Kuffour          | 3 tháng 9, 1976 (25 tuổi)   |         | FC Bayern Munich   |
| 5  | HV | John Mensah             | 29 tháng 11, 1982 (19 tuổi) |         | Genoa C.F.C.       |
| 6  | HV | Yaw Amankwah Mireku     | 25 tháng 11, 1979 (22 tuổi) |         | Hearts of Oak      |
| 7  | TĐ | Matthew Amoah           | 24 tháng 10, 1980 (21 tuổi) |         | Vitesse Arnhem     |
| 8  | TV | Michael Essien          | 3 tháng 12, 1982 (19 tuổi)  |         | SC Bastia          |
| 9  | TV | Prince Koranteng Amoako | 29 tháng 11, 1973 (28 tuổi) |         | FC Saturn          |
| 10 | TV | Derek Boateng           | 2 tháng 5, 1983 (18 tuổi)   |         | Panathinaikos      |
| 11 | TĐ | Alex Tachie-Mensah      | 15 tháng 2, 1977 (24 tuổi)  |         | Neuchâtel Xamax    |
| 12 | TM | Sammy Adjei             | 1 tháng 9, 1980 (21 tuổi)   |         | Hearts of Oak      |
| 13 | TĐ | Isaac Boakye            | 26 tháng 11, 1982 (19 tuổi) |         | Goldfields Obuasi  |
| 14 | HV | George Blay             | 7 tháng 8, 1980 (21 tuổi)   |         | Standard Liège     |
| 15 | TV | Princeton Owusu-Ansah   | 15 tháng 2, 1977 (24 tuổi)  |         | Neuchâtel Xamax    |
| 16 | TV | Emmanuel Duah           | 14 tháng 11, 1976 (25 tuổi) |         | U.D. Leiria        |
| 17 | TĐ | Baffour Gyan            | 2 tháng 7, 1980 (21 tuổi)   |         | Slovan Liberec     |
| 18 | TĐ | Ishmael Addo            | 30 tháng 12, 1982 (19 tuổi) |         | Hearts of Oak      |
| 19 | HV | Koffi Amponsah          | 23 tháng 4, 1978 (23 tuổi)  |         | PAOK               |
| 20 | TV | Abdul Razak Ibrahim     | 18 tháng 4, 1983 (18 tuổi)  |         | Empoli FC          |
| 21 | HV | John Paintsil           | 15 tháng 6, 1981 (20 tuổi)  |         | Berekum Arsenal    |
| 22 | TM | Abubakari Kankani       | 25 tháng 12, 1976 (25 tuổi) |         | Ghapoha            |

### Maroc
Huấn luyện viên:  Humberto Coelho 
| Số | Vt | Cầu thủ            | Ngày sinh (tuổi)            | Số trận | Câu lạc bộ             |
| -- | -- | ------------------ | --------------------------- | ------- | ---------------------- |
| 1  | TM | Abdelilah Bagui    | 17 tháng 2, 1978 (23 tuổi)  |         | Maghreb Fez            |
| 2  | HV | Rachid Benmahmoud  | 14 tháng 9, 1979 (22 tuổi)  |         | Al-Ahli (Dubai)        |
| 3  | HV | Akram Roumani      | 1 tháng 4, 1978 (23 tuổi)   |         | RC Genk                |
| 4  | HV | Abdeslam Ouaddou   | 1 tháng 11, 1978 (23 tuổi)  |         | Fulham F.C.            |
| 5  | HV | Abdelilah Fahmi    | 3 tháng 8, 1973 (28 tuổi)   |         | Lille OSC              |
| 6  | HV | Noureddine Naybet  | 10 tháng 2, 1970 (31 tuổi)  |         | Deportivo de La Coruña |
| 7  | TV | Rabil Lafoui       | 30 tháng 6, 1976 (25 tuổi)  |         | Wydad Casablanca       |
| 8  | TV | Faouzi El Brazi    | 22 tháng 5, 1977 (24 tuổi)  |         | FC Twente              |
| 9  | TĐ | Abdeljilil Hadda   | 21 tháng 3, 1972 (29 tuổi)  |         | Club Africain          |
| 10 | TV | Adil Ramzi         | 14 tháng 7, 1977 (24 tuổi)  |         | PSV Eindhoven          |
| 11 | TV | Hicham Zerouali    | 17 tháng 1, 1977 (25 tuổi)  |         | Aberdeen F.C.          |
| 12 | TV | Nourdin Boukhari   | 13 tháng 6, 1980 (21 tuổi)  |         | Sparta Rotterdam       |
| 13 | TV | Otmane El Assas    | 30 tháng 1, 1979 (22 tuổi)  |         | OC Khouribga           |
| 14 | TĐ | Salaheddine Bassir | 5 tháng 9, 1972 (29 tuổi)   |         | Lille OSC              |
| 15 | TV | Youssef Safri      | 13 tháng 1, 1977 (25 tuổi)  |         | Coventry City          |
| 16 | TM | Tarik El Jarmouni  | 30 tháng 12, 1977 (24 tuổi) |         | Wydad Casablanca       |
| 17 | TV | Gharib Amzine      | 3 tháng 5, 1973 (28 tuổi)   |         | Troyes AC              |
| 18 | TV | Youssef Chippo     | 10 tháng 5, 1973 (28 tuổi)  |         | Coventry City          |
| 19 | TĐ | Tarik Chihab       | 22 tháng 11, 1975 (26 tuổi) |         | FC Zurich              |
| 20 | TĐ | Rachid Rokki       | 8 tháng 11, 1971 (30 tuổi)  |         | Al Taawon              |
| 21 | HV | Badr El Kaddouri   | 31 tháng 1, 1981 (20 tuổi)  |         | Wydad Casablanca       |
| 22 | TM | Driss Benzekri     | 31 tháng 12, 1970 (31 tuổi) |         | RS Settat              |

### Burkina Faso
Huấn luyện viên:  Jacques Yameogo &  Pihouri Weboanga
| Số | Vt | Cầu thủ                    | Ngày sinh (tuổi)            | Số trận | Câu lạc bộ          |
| -- | -- | -------------------------- | --------------------------- | ------- | ------------------- |
| 1  | TM | Yousoufu Samaiogo          | 17 tháng 6, 1975 (26 tuổi)  |         | Etoile Filante      |
| 2  | HV | Lamine Traoré              | 10 tháng 6, 1982 (19 tuổi)  |         | RSC Anderlecht      |
| 3  | HV | Brahima Cisse              | 10 tháng 2, 1976 (25 tuổi)  |         | USFA                |
| 4  | TV | Mamadou Tall               | 4 tháng 12, 1982 (19 tuổi)  |         | Bursaspor           |
| 5  | TV | Madou Dossama              | 24 tháng 7, 1972 (29 tuổi)  |         | Etoile Filante      |
| 6  | TV | Madi Saidou Panandétiguini | 22 tháng 3, 1984 (17 tuổi)  |         | Bordeaux            |
| 7  | TĐ | Alassane Ouedraogo         | 7 tháng 9, 1980 (21 tuổi)   |         | 1. FC Köln          |
| 8  | TĐ | Issa Zongo                 | 27 tháng 7, 1980 (21 tuổi)  |         | Satellite FC        |
| 9  | TĐ | Oumar Barro                | 3 tháng 6, 1974 (27 tuổi)   |         | Brøndby IF          |
| 10 | TĐ | Ali Ouedraogo              | 31 tháng 12, 1976 (25 tuổi) |         | Etoile Filante      |
| 11 | TĐ | Wilfried Sanou             | 16 tháng 3, 1984 (17 tuổi)  |         | SC Freiburg         |
| 12 | HV | Soumaila Tassembedo        | 27 tháng 11, 1983 (18 tuổi) |         | Etoile Filante      |
| 13 | TV | Bèbè Kambou                | 1 tháng 7, 1982 (19 tuổi)   |         | CS Louhans-Cuiseaux |
| 14 | TĐ | Tanguy Barro               | 13 tháng 9, 1982 (19 tuổi)  |         | RC Bobo Dioulasso   |
| 15 | HV | Ousmane Traore             | 7 tháng 3, 1977 (24 tuổi)   |         | AS Valence          |
| 16 | TM | Abdul Kadre Kontougonde    | 21 tháng 2, 1984 (17 tuổi)  |         | USFA                |
| 17 | TV | Narcisse Yameogo           | 19 tháng 11, 1980 (21 tuổi) |         | ASC Jeanne d'Arc    |
| 18 | TV | Amadou Touré               | 23 tháng 12, 1979 (22 tuổi) |         | ASFA Yennega        |
| 19 | TĐ | Moumouni Dagano            | 3 tháng 1, 1981 (21 tuổi)   |         | KRC Genk            |
| 20 | HV | Boureima Ouattara          | 13 tháng 1, 1984 (18 tuổi)  |         | ASFB                |
| 21 | HV | Firmin Sanou               | 21 tháng 4, 1973 (28 tuổi)  |         | AS Valence          |
| 22 | TM | Mohamed Kabore             | 31 tháng 12, 1980 (21 tuổi) |         | ASFA Yennega        |

## Bảng C

### Cameroon
Huấn luyện viên:  Winfried Schäfer
| Số | Vt | Cầu thủ            | Ngày sinh (tuổi)            | Số trận | Câu lạc bộ             |
| -- | -- | ------------------ | --------------------------- | ------- | ---------------------- |
| 1  | TM | Alioum Boukar      | 3 tháng 1, 1972 (30 tuổi)   |         | Samsunspor             |
| 2  | HV | Bill Tchato        | 15 tháng 5, 1975 (26 tuổi)  |         | Montpellier HSC        |
| 3  | HV | Pierre Wome        | 23 tháng 3, 1979 (22 tuổi)  |         | Bologna FC 1909        |
| 4  | HV | Rigobert Song      | 1 tháng 7, 1976 (25 tuổi)   |         | 1. FC Köln             |
| 5  | HV | Raymond Kalla      | 22 tháng 4, 1975 (26 tuổi)  |         | Extremadura            |
| 6  | HV | Jean Dika Dika     | 4 tháng 6, 1979 (22 tuổi)   |         | União Lamas            |
| 7  | TV | Joseph N'Do        | 28 tháng 4, 1976 (25 tuổi)  |         | Al-Khaleej             |
| 8  | TV | Geremi Njitap      | 20 tháng 12, 1978 (23 tuổi) |         | Real Madrid CF         |
| 9  | TĐ | Samuel Eto'o       | 10 tháng 3, 1981 (20 tuổi)  |         | RCD Mallorca           |
| 10 | TĐ | Patrick M'Boma     | 15 tháng 11, 1970 (31 tuổi) |         | Parma AC               |
| 11 | TĐ | Pius N'Diefi       | 5 tháng 7, 1975 (26 tuổi)   |         | Sedan                  |
| 12 | HV | Lauren Etame Mayer | 19 tháng 1, 1977 (25 tuổi)  |         | Arsenal FC             |
| 13 | HV | Lucien Mettomo     | 19 tháng 4, 1977 (24 tuổi)  |         | Manchester City FC     |
| 14 | TV | Joël Epalle        | 20 tháng 2, 1978 (23 tuổi)  |         | Panathinaikos          |
| 15 | TV | Nicolas Alnoudji   | 9 tháng 12, 1979 (22 tuổi)  |         | Rizespor               |
| 16 | TM | Jacques Songo'o    | 17 tháng 5, 1964 (37 tuổi)  |         | FC Metz                |
| 17 | TV | Marc-Vivien Foé    | 1 tháng 5, 1975 (26 tuổi)   |         | Olympique Lyonnais     |
| 18 | TĐ | Patrick Suffo      | 17 tháng 1, 1978 (24 tuổi)  |         | Sheffield United       |
| 19 | TV | Eric Djemba-Djemba | 4 tháng 5, 1981 (20 tuổi)   |         | Nantes                 |
| 20 | TV | Salomon Olembé     | 8 tháng 12, 1980 (21 tuổi)  |         | Olympique de Marseille |
| 21 | TV | Daniel N'Gom Kome  | 19 tháng 5, 1980 (21 tuổi)  |         | CD Numancia            |
| 22 | TM | Carlos Kameni      | 18 tháng 2, 1984 (17 tuổi)  |         | Le Havre AC            |

### CHDC Congo
Huấn luyện viên:  Louis Watunda
| Số | Vt | Cầu thủ                 | Ngày sinh (tuổi)            | Số trận | Câu lạc bộ                     |
| -- | -- | ----------------------- | --------------------------- | ------- | ------------------------------ |
| 1  | TM | Pascal Kalemba          | 26 tháng 2, 1979 (22 tuổi)  |         | TP Mazembe                     |
| 2  | HV | Kayemba Muyaya          | 22 tháng 2, 1979 (22 tuổi)  |         | Daring Club Motema Pembe       |
| 3  | HV | Bijou Kisombe Mundaba   | 29 tháng 9, 1976 (25 tuổi)  |         | Grupo Desportivo Interclube    |
| 4  | HV | Yves Yuvuladio          | 4 tháng 3, 1978 (23 tuổi)   |         | Erzurumspor                    |
| 5  | HV | Bakasu Essele           | 13 tháng 3, 1975 (26 tuổi)  |         | SC Paderborn 07                |
| 6  | TĐ | Jason Mayélé            | 4 tháng 1, 1976 (26 tuổi)   |         | A.C. Chievo Verona             |
| 7  | TĐ | Pathy Nsele Essengo     | 13 tháng 8, 1979 (22 tuổi)  |         | Grupo Desportivo Interclube    |
| 8  | TV | Mbiyavanga Kapela       | 12 tháng 2, 1976 (25 tuổi)  |         | Petro Atlético                 |
| 9  | TĐ | Lomana LuaLua           | 28 tháng 12, 1980 (21 tuổi) |         | AC Omonia                      |
| 10 | TĐ | Kanku Mulekelayi        | 1 tháng 4, 1979 (22 tuổi)   |         | TP Mazembe                     |
| 11 | TV | Papi Kimoto             | 22 tháng 7, 1976 (25 tuổi)  |         | K.S.C. Lokeren Oost-Vlaanderen |
| 12 | TM | Paulin Tokala Kombe     | 26 tháng 3, 1977 (24 tuổi)  |         | Grupo Desportivo Interclube    |
| 13 | TV | Dikilu Bageta           | 24 tháng 3, 1981 (20 tuổi)  |         | TP Mazembe                     |
| 14 | TV | Jean-Paul Boeka Lisasi  | 4 tháng 9, 1977 (24 tuổi)   |         | K.R.C. Mechelen                |
| 15 | TV | Belix Kasongo Bukasa    | 13 tháng 8, 1979 (22 tuổi)  |         | AS Vita Club                   |
| 16 | TV | Patrick Kifu Apataki    | 14 tháng 5, 1979 (22 tuổi)  |         | K.S.C. Lokeren Oost-Vlaanderen |
| 17 | TV | Pierre Singa Manzamgala | 1 tháng 8, 1981 (20 tuổi)   |         | K.S.C. Lokeren Oost-Vlaanderen |
| 18 | TĐ | Shabani Nonda           | 6 tháng 3, 1977 (24 tuổi)   |         | AS Monaco                      |
| 19 | TV | Marcel Mbayo            | 24 tháng 4, 1978 (23 tuổi)  |         | Gençlerbirliği S.K.            |
| 20 | HV | Félix Mwamba Musasa     | 25 tháng 12, 1976 (25 tuổi) |         | TP Mazembe                     |
| 21 | TĐ | Alexis Tekumu           | 20 tháng 7, 1982 (19 tuổi)  |         | Servette FC                    |
| 22 | TM | Michel Babale           | 12 tháng 3, 1975 (26 tuổi)  |         | Free State Stars               |

### Togo
Huấn luyện viên:  Tchanile Bana
| Số | Vt | Cầu thủ                   | Ngày sinh (tuổi)            | Số trận | Câu lạc bộ            |
| -- | -- | ------------------------- | --------------------------- | ------- | --------------------- |
| 1  | TM | Ouro-Nimini Tchagnirou    | 31 tháng 12, 1977 (24 tuổi) |         | AC Semassi F.C.       |
| 2  | HV | Abdul Gafarou Mamah       | 24 tháng 8, 1985 (16 tuổi)  |         | Gomido                |
| 3  | HV | Yao Junior Sènaya         | 18 tháng 10, 1979 (22 tuổi) |         | Etoile Carouge        |
| 4  | HV | Yaovi Abalo               | 26 tháng 6, 1975 (26 tuổi)  |         | Amiens SC             |
| 5  | HV | Massamasso Tchangai       | 8 tháng 8, 1978 (23 tuổi)   |         | A.S. Viterbese Calcio |
| 6  | TĐ | Emmanuel Adebayor         | 26 tháng 2, 1984 (17 tuổi)  |         | FC Metz               |
| 7  | TĐ | Thomas Dossevi            | 6 tháng 3, 1979 (22 tuổi)   |         | LB Châteauroux        |
| 8  | TV | Lantame Ouadja            | 28 tháng 8, 1977 (24 tuổi)  |         | Etoile Carouge        |
| 9  | TĐ | Kossi Miwodeka Noutsoudje | 16 tháng 10, 1977 (24 tuổi) |         | ASEC Abidjan          |
| 10 | TĐ | Adékambi Olufadé          | 7 tháng 1, 1980 (22 tuổi)   |         | Lille OSC             |
| 11 | TĐ | Mickaël Dogbé             | 28 tháng 11, 1976 (25 tuổi) |         | Grenoble Foot         |
| 12 | HV | Eric Akoto                | 20 tháng 7, 1980 (21 tuổi)  |         | Sturm Graz            |
| 13 | TV | Komlan Assignon           | 20 tháng 1, 1974 (27 tuổi)  |         | US Créteil            |
| 14 | HV | Koffi Olympio             | 18 tháng 4, 1975 (26 tuổi)  |         | AS Moulins            |
| 15 | TĐ | Abdou Moumouni            | 19 tháng 11, 1982 (19 tuổi) |         | SR Delémont           |
| 16 | TM | Kossi Agassa              | 2 tháng 7, 1978 (23 tuổi)   |         | Africa Sports         |
| 17 | TĐ | Mohamed Kader             | 8 tháng 4, 1979 (22 tuổi)   |         | Parma AC              |
| 18 | HV | Atayi Amavi Agbobli       | 25 tháng 12, 1975 (26 tuổi) |         | OC Agaza              |
| 19 | TV | Moustapha Salifou         | 1 tháng 8, 1976 (25 tuổi)   |         | Modèle Lomé           |
| 20 | TĐ | Djima Oyawolé             | 18 tháng 10, 1976 (25 tuổi) |         | K.A.A. Gent           |
| 21 | HV | Zanzan Atte-Oudeyi        | 2 tháng 9, 1980 (21 tuổi)   |         | JS du Ténéré          |
| 22 | TM | Safiou Salifou            | 11 tháng 8, 1982 (19 tuổi)  |         | ASKO Kara             |

### Bờ Biển Ngà
Huấn luyện viên:  Lama Bamba
| Số | Vt | Cầu thủ             | Ngày sinh (tuổi)            | Số trận | Câu lạc bộ             |
| -- | -- | ------------------- | --------------------------- | ------- | ---------------------- |
| 1  | TM | Losseni Konaté      | 29 tháng 12, 1972 (29 tuổi) |         | ASEC Mimosas           |
| 2  | HV | Kolo Touré          | 19 tháng 3, 1981 (20 tuổi)  |         | ASEC Mimosas           |
| 3  | HV | Mamadou Coulibaly   | 26 tháng 5, 1980 (21 tuổi)  |         | Lokeren                |
| 4  | TV | Lassina Diabate     | 16 tháng 9, 1974 (27 tuổi)  |         | AJ Auxerre             |
| 5  | HV | Ghislain Akassou    | 15 tháng 2, 1975 (26 tuổi)  |         | AC Pistoiese           |
| 6  | HV | Blaise Kouassi      | 2 tháng 2, 1974 (27 tuổi)   |         | En Avant Guingamp      |
| 7  | TV | Tchiressoua Guel    | 27 tháng 12, 1975 (26 tuổi) |         | FC Lorient             |
| 8  | TV | Ibrahima Koné       | 26 tháng 7, 1969 (32 tuổi)  |         | Étoile du Sahel        |
| 9  | TĐ | Emile Kandia Traoré | 5 tháng 7, 1980 (21 tuổi)   |         | Esperance de Tunis     |
| 10 | TĐ | Ibrahima Bakayoko   | 31 tháng 12, 1976 (25 tuổi) |         | Olympique de Marseille |
| 11 | HV | Seydou Kante        | 7 tháng 8, 1981 (20 tuổi)   |         | ASEC Mimosas           |
| 12 | TV | Abdul Kader Keïta   | 6 tháng 8, 1981 (20 tuổi)   |         | Al Ain                 |
| 13 | TV | Aliou Siby Badra    | 26 tháng 2, 1971 (30 tuổi)  |         | Club Africain          |
| 14 | TĐ | Aruna Dindane       | 26 tháng 11, 1980 (21 tuổi) |         | RSC Anderlecht         |
| 15 | TV | Bonaventure Kalou   | 12 tháng 1, 1978 (24 tuổi)  |         | Feyenoord              |
| 16 | TM | Boubacar Barry      | 30 tháng 12, 1979 (22 tuổi) |         | Stade Rennais FC       |
| 17 | TV | Gilles Yapi Yapo    | 30 tháng 1, 1982 (19 tuổi)  |         | ASEC Mimosas           |
| 18 | TV | Abdoulaye Djire     | 28 tháng 2, 1981 (20 tuổi)  |         | ASEC Mimosas           |
| 19 | TV | Didier Zokora       | 14 tháng 12, 1980 (21 tuổi) |         | KRC Genk               |
| 20 | TV | Siaka Tiéné         | 22 tháng 2, 1982 (19 tuổi)  |         | ASEC Mimosas           |
| 21 | TĐ | Zéphirin Zoko       | 13 tháng 9, 1977 (24 tuổi)  |         | Paris FC               |
| 22 | TM | Bernard Kouakou     | 1 tháng 1, 1980 (22 tuổi)   |         | Jeunesse Club Abidjan  |

## Bảng D

### Sénégal
Huấn luyện viên:  Bruno Metsu
| Số | Vt | Cầu thủ           | Ngày sinh (tuổi)            | Số trận | Câu lạc bộ          |
| -- | -- | ----------------- | --------------------------- | ------- | ------------------- |
| 1  | TM | Tony Sylva        | 17 tháng 5, 1975 (26 tuổi)  |         | AS Monaco           |
| 2  | HV | Omar Daf          | 12 tháng 2, 1977 (24 tuổi)  |         | Sochaux             |
| 3  | TV | Pape Sarr         | 7 tháng 12, 1977 (24 tuổi)  |         | Lens                |
| 4  | HV | Papa Malick Diop  | 29 tháng 12, 1974 (27 tuổi) |         | Neuchâtel Xamax     |
| 5  | HV | Alassane N'Dour   | 12 tháng 12, 1981 (20 tuổi) |         | Saint-Étienne       |
| 6  | HV | Aliou Cissé       | 24 tháng 3, 1976 (25 tuổi)  |         | Montpellier         |
| 7  | TĐ | Henri Camara      | 10 tháng 5, 1977 (24 tuổi)  |         | Sedan               |
| 8  | TĐ | Amara Traoré      | 25 tháng 9, 1965 (36 tuổi)  |         | Gueugnon            |
| 9  | TĐ | Souleymane Camara | 22 tháng 12, 1982 (19 tuổi) |         | AS Monaco           |
| 10 | TV | Khalilou Fadiga   | 30 tháng 12, 1974 (27 tuổi) |         | Auxerre             |
| 11 | TĐ | El Hadji Diouf    | 15 tháng 1, 1981 (21 tuổi)  |         | Lens                |
| 12 | TV | Amady Faye        | 12 tháng 3, 1977 (24 tuổi)  |         | Auxerre             |
| 13 | HV | Lamine Diatta     | 2 tháng 7, 1975 (26 tuổi)   |         | Rennes              |
| 14 | TV | Moussa N'Diaye    | 20 tháng 2, 1979 (22 tuổi)  |         | Sedan               |
| 15 | TV | Salif Diao        | 10 tháng 2, 1977 (24 tuổi)  |         | Sedan               |
| 16 | TM | Omar Diallo       | 28 tháng 9, 1972 (29 tuổi)  |         | Olympique Khouribga |
| 17 | HV | Ferdinand Coly    | 10 tháng 9, 1973 (28 tuổi)  |         | Lens                |
| 18 | TĐ | Pape Thiaw        | 5 tháng 2, 1981 (20 tuổi)   |         | Lausanne Sports     |
| 19 | TV | Papa Bouba Diop   | 28 tháng 1, 1978 (23 tuổi)  |         | Lens                |
| 20 | TV | Sylvain N'Diaye   | 25 tháng 6, 1976 (25 tuổi)  |         | Lille               |
| 21 | HV | Habib Beye        | 19 tháng 10, 1977 (24 tuổi) |         | Strasbourg          |
| 22 | TV | Makhtar N'Diaye   | 31 tháng 12, 1981 (20 tuổi) |         | Rennes              |

### Ai Cập
Huấn luyện viên:  Mahmoud Al Gohary 
| Số | Vt | Cầu thủ               | Ngày sinh (tuổi)            | Số trận | Câu lạc bộ        |
| -- | -- | --------------------- | --------------------------- | ------- | ----------------- |
| 1  | TM | Nader El-Sayed        | 31 tháng 12, 1972 (29 tuổi) |         | Goldi Club        |
| 2  | HV | Amr Fahim             | 4 tháng 10, 1976 (25 tuổi)  |         | Al-Ismaily        |
| 3  | HV | Mohamed Emara         | 10 tháng 6, 1974 (27 tuổi)  |         | FC Hansa Rostock  |
| 4  | HV | Hany Ramzy            | 10 tháng 3, 1969 (32 tuổi)  |         | FC Kaiserslautern |
| 5  | HV | Abdel-Zaher El-Saqua  | 30 tháng 1, 1974 (27 tuổi)  |         | Gençlerbirliği    |
| 6  | TV | Hany Said             | 22 tháng 4, 1980 (21 tuổi)  |         | A.S. Bari         |
| 7  | TĐ | Khaled Bebo           | 6 tháng 10, 1976 (25 tuổi)  |         | Al Ahly           |
| 8  | HV | Yasser Radwan         | 22 tháng 10, 1972 (29 tuổi) |         | FC Hansa Rostock  |
| 9  | TĐ | Hossam Hassan         | 10 tháng 8, 1966 (35 tuổi)  |         | El Zamalek        |
| 10 | TĐ | Gamal Hamza           | 5 tháng 12, 1981 (20 tuổi)  |         | El Zamalek        |
| 11 | TV | Tarek El-Said         | 5 tháng 4, 1978 (23 tuổi)   |         | RSC Anderlecht    |
| 12 | TV | Mohamed Barakat       | 20 tháng 11, 1976 (25 tuổi) |         | Al-Ismaily        |
| 13 | HV | Wael Gomaa            | 3 tháng 8, 1975 (26 tuổi)   |         | Al Ahly           |
| 14 | TV | Hazem Emam            | 10 tháng 5, 1975 (26 tuổi)  |         | El Zamalek        |
| 15 | HV | Ibrahim Said          | 16 tháng 9, 1979 (22 tuổi)  |         | Al Ahly           |
| 16 | TM | Essam El-Hadary       | 15 tháng 1, 1973 (29 tuổi)  |         | Al Ahly           |
| 17 | TV | Ahmed Hassan          | 2 tháng 5, 1975 (26 tuổi)   |         | Gençlerbirliği    |
| 18 | TĐ | Ahmed Hossam ("Mido") | 23 tháng 2, 1983 (18 tuổi)  |         | AFC Ajax          |
| 19 | TĐ | Ahmed Salah Hosny     | 11 tháng 7, 1979 (22 tuổi)  |         | K.A.A. Gent       |
| 20 | TV | Mohamed Aboul Ela     | 4 tháng 1, 1981 (21 tuổi)   |         | El Zamalek        |
| 21 | HV | Tarek El-Sayed        | 9 tháng 10, 1978 (23 tuổi)  |         | El Zamalek        |
| 22 | TM | Mohamed Abdel Monsef  | 6 tháng 2, 1977 (24 tuổi)   |         | El Zamalek        |

### Tunisia
Huấn luyện viên:  Henri Michel
| Số | Vt | Cầu thủ          | Ngày sinh (tuổi)            | Số trận | Câu lạc bộ       |
| -- | -- | ---------------- | --------------------------- | ------- | ---------------- |
| 1  | TM | Chokri El Ouaer  | 15 tháng 8, 1966 (35 tuổi)  |         | Espérance        |
| 2  | HV | Khaled Badra     | 8 tháng 4, 1973 (28 tuổi)   |         | Genoa            |
| 3  | TV | Zoubeir Baya     | 15 tháng 5, 1971 (30 tuổi)  |         | Beşiktaş         |
| 4  | HV | Mounir Boukadida | 24 tháng 10, 1967 (34 tuổi) |         | Waldhof Mannheim |
| 5  | TV | Mehdi Nafti      | 28 tháng 11, 1978 (23 tuổi) |         | Racing Santander |
| 6  | HV | Hatem Trabelsi   | 25 tháng 1, 1977 (24 tuổi)  |         | Ajax             |
| 7  | TV | Imed Mhedhebi    | 22 tháng 3, 1976 (25 tuổi)  |         | Genoa            |
| 8  | TV | Hassen Gabsi     | 23 tháng 2, 1974 (27 tuổi)  |         | Genoa            |
| 9  | TĐ | Jamel Zabi       | 19 tháng 6, 1975 (26 tuổi)  |         | CA Bizertin      |
| 10 | TV | Kaies Ghodhbane  | 7 tháng 1, 1976 (26 tuổi)   |         | ES Sahel         |
| 11 | TV | Anis Boujelbene  | 6 tháng 2, 1978 (23 tuổi)   |         | CS Sfaxien       |
| 12 | HV | Raouf Bouzaiene  | 16 tháng 8, 1970 (31 tuổi)  |         | Genoa            |
| 13 | TV | Riadh Bouazizi   | 8 tháng 4, 1973 (28 tuổi)   |         | Bursaspor        |
| 14 | HV | Hamdi Marzouki   | 23 tháng 1, 1977 (24 tuổi)  |         | Club Africain    |
| 15 | HV | Radhi Jaïdi      | 30 tháng 8, 1975 (26 tuổi)  |         | Espérance        |
| 16 | TM | Hassen Bejaoui   | 14 tháng 2, 1976 (25 tuổi)  |         | CA Bizertin      |
| 17 | HV | Walid Azaiez     | 25 tháng 4, 1976 (25 tuổi)  |         | Espérance        |
| 18 | TV | Selim Ben Achour | 8 tháng 9, 1981 (20 tuổi)   |         | Martigues        |
| 19 | HV | Emir Mkademi     | 20 tháng 8, 1978 (23 tuổi)  |         | ES Sahel         |
| 20 | TV | Mourad Melki     | 9 tháng 5, 1975 (26 tuổi)   |         | Espérance        |
| 21 | TĐ | Bessam Daassi    | 13 tháng 9, 1980 (21 tuổi)  |         | Stade Tunisien   |
| 22 | TM | Ahmed Jaouachi   | 13 tháng 7, 1975 (26 tuổi)  |         | ES Sahel         |

### Zambia
Huấn luyện viên:  Roald Poulsen
| Số | Vt | Cầu thủ           | Ngày sinh (tuổi)            | Số trận | Câu lạc bộ        |
| -- | -- | ----------------- | --------------------------- | ------- | ----------------- |
| 1  | TM | Davies Phiri      | 1 tháng 4, 1976 (25 tuổi)   |         | Kabwe Warriors    |
| 2  | HV | Laughter Chilembi | 25 tháng 11, 1975 (26 tuổi) |         | Nchanga Rangers   |
| 3  | HV | Charles Bwale     | 29 tháng 7, 1976 (25 tuổi)  |         | Nkana Red Devils  |
| 4  | HV | Moses Sichone     | 31 tháng 5, 1977 (24 tuổi)  |         | 1. FC Köln        |
| 5  | HV | Elija Tana        | 28 tháng 2, 1975 (26 tuổi)  |         | Nchanga Rangers   |
| 6  | HV | Jones Mwewa       | 12 tháng 3, 1973 (28 tuổi)  |         | Power Dynamos     |
| 7  | TV | Mark Sinyangwe    | 29 tháng 12, 1975 (26 tuổi) |         | Nkana Red Devils  |
| 8  | TV | Charles Lota      | 17 tháng 11, 1978 (23 tuổi) |         | Kabwe Warriors    |
| 9  | TĐ | Cosmas Banda      | 29 tháng 12, 1975 (26 tuổi) |         | Zanaco FC         |
| 10 | TĐ | Dennis Lota       | 8 tháng 12, 1973 (28 tuổi)  |         | Orlando Pirates   |
| 11 | TĐ | Harry Milanzi     | 13 tháng 3, 1978 (23 tuổi)  |         | Atlético Zamora   |
| 12 | TV | Boston Mwanza     | 3 tháng 12, 1978 (23 tuổi)  |         | Nkana Red Devils  |
| 13 | TV | Mumamba Numba     | 21 tháng 3, 1978 (23 tuổi)  |         | Zanaco FC         |
| 14 | TV | Francis Kasonde   | 1 tháng 9, 1986 (15 tuổi)   |         | Kabwe Warriors    |
| 15 | TV | Ian Bakala        | 1 tháng 11, 1980 (21 tuổi)  |         | Kabwe Warriors    |
| 16 | TM | Collins Mbulo     | 15 tháng 1, 1970 (32 tuổi)  |         | Green Buffaloes   |
| 17 | TV | Gift Kampamba     | 1 tháng 1, 1979 (23 tuổi)   |         | Mamelodi Sundowns |
| 18 | TĐ | Chaswe Nsofwa     | 22 tháng 10, 1980 (21 tuổi) |         | Zanaco FC         |
| 19 | TV | Andrew Sinkala    | 18 tháng 6, 1979 (22 tuổi)  |         | 1. FC Köln        |
| 20 | TĐ | Phillimon Chipeta | 2 tháng 1, 1981 (21 tuổi)   |         | Lusaka Dynamos    |
| 21 | HV | Hillary Makasa    | 12 tháng 1, 1976 (26 tuổi)  |         | Ria Stars         |
| 22 | TV | Misheck Lungu     | 2 tháng 5, 1980 (21 tuổi)   |         | Nchanga Rangers   |